# راسبورای خط قرمز
راسبورای خط قرمز ( Trigonopoma pauciperforata ) یک گونه کوچک از ماهیهای سرده رازبوراها و خانواده کپورماهیان است که بومی آبهای شیرین در جنوب شرقی آسیا است. 